# Ƌ
La Ƌ ( minúsculo : ƌ ) es una letra del alfabeto latino.
Su nombre unicode es "Letra D con barra superior", pero la letra parece una versión al revés de la letra B con una barra superior (Ƃ)

## Uso
En el alfabeto Zhuang de 1957, Ƌ representa una consonante implosiva alveolar sonora (representada por [ ɗ ] en el Alfabeto Fonético Internacional). Fue reemplazado en 1982 por el dígrafo Nd.
La d volteada con barra superior se usó brevemente en el alfabeto mixto de 1956 para escribir yi . El alfabeto mixto fue adoptado en la Conferencia de Lengua y Escritura Yi en 1956, y fue aceptado por el Gobierno Provincial de Sichuan y la Comisión Estatal de Asuntos de Nacionalidades. Fue utilizado a partir de 1957 en las escuelas, por el gobierno y el ejército, y reemplazó al alfabeto latino de 1951. Tras la publicación del pinyin en 1958, también se reemplazó el alfabeto mixto.[cita requerida]
El alfabeto li de 1957 usaba la d volteada con barra superior, pero este alfabeto se eliminó.[cita requerida]

## Codificación
| forma     | representación | puntos de codificacion | descripción                                           |
| --------- | -------------- | ---------------------- | ----------------------------------------------------- |
| Mayúscula | Ƌ              | U+018B                 | letra mayúscula latina d con barra superior invertida |
| Minúscula | ƌ              | U+018C                 | letra minúscula latina d con barra superior invertida |